# Aeacides
Aeacides var kung av Epiros mellan 331 och 316 f.Kr. och 313.  